# كسيوبيا كامشانية
كسيوبيا كامشانية (الاسم العلمي: Cassiopea xamachana) هي نوع من الحيوانات تتبع جنس الكسيوبيا من الفصيلة الكسيوبية.